# Віртуози фолку
Київ-етно-мюзік-фест «Віртуози фолку» — всеукраїнський етномузичний фестиваль.
Автор проекту, директор фестивалю — співачка, народна артистка України Олена Кулик.
Організатор — Київський академічний ансамбль української музики «Дніпро».
Партнер Фестивалю — ДП "Національний центр ділового та культурного співробітництва «Український дім»".

## Історія
Фестиваль було започатковано у 2017 році за підтримки Департаменту культури КМДА.
Київ-етно-мюзік-фест  «ВІРТУОЗИ ФОЛКУ» впродовж трьох років  об’єднує всіх, хто у своїй творчості звертається до скарбів української народної музики («автентиків», «академістів», представників сучасних музичних стилів), створює широкий майданчик для спілкування, а також відкриває нові цікаві імена.
Перший та другий Київ-етно-мюзік-фест "Віртуози фолку» пройшли з великим успіхом: опосередковано відвідало фестиваль близько 10 тис. глядачів,  онлайн аудиторія за весь період промоції та проведення фестивальних заходів більше 200 тис. з 23 країн світу, кількість учасників фестивалю – близько 700 осіб з 17 областей України різних вікових категорій від 3 років до 87 років, в Гала-концертах брали участь провідні національні та комунальні творчі колективи, народні та заслужені артисти України, популярні українські гурти. Показниками успіху є велика кількість статей в газетах/журналах/інтернет порталах, інтерв’ю та сюжетів на радіо та телебаченні, постійне збільшення кількості підписників у соц.сторінках проекту та кількісне охоплення цільових аудиторій.  Дуже вагомою складовою є створення відеоконтенту всього фестивалю, що дає змогу широкого висвітлення і подальшої промоції кращих колективів, гуртів та окремих виконавців як в соціальних мережах Facebook, Instagram, так і в YouTube каналах та на телебаченні.
Унікальність та іноваційність фестивалю  в тому, зокрема,  що він, маючи гасло «Від автентики до фолк-року, від троїстої музики до етно-джазу», поєднав у своїх мистецьких заходах кращі колективи столиці та всієї України, які працюють у стилі «етно».
Це дає великий синергетичний ефект щодо розвитку і мотивації молоді, промоції та просування українського національного мистецького продукту.
Важливо, що Фестиваль здійснює просвітницьку функцію – ознайомлення широкої аудиторії з новими колективами, гуртами та окремим виконавцями і, комунікаційну функцію – налагодження зв’язків і обмін досвідом між фахівцями академічного, фольклорно-етнографічного, фолк-рокового, етно-джазового середовищ, що сприяє активізації діалогу в професійному середовищі та формуванню нових креативних проектів.
Фестиваль "Віртуози фолку" черговий раз стверджує, що українська етно-культура є сучасною, модерною, молодіжною і, водночас, вона має глибокі сакральні корені, сприяє вихованню в молоді відчуття причетності до національних традицій,  патріотизму, громадської самосвідомості та ідентичності себе, як громадянина з високими моральними духовними цінностями.
«Нам приємно, що фестиваль перетворюється на таку собі творчу лабораторію, коли після кожного фестивалю народжуються нові цікаві творчі проекти. у 2018 році ми презентували тут проект «Володарі стихій», більшість учасників якого познайомилися саме на нашому фестивалі. І у 2019 році у нас так само буде кілька несподіваних творчих дуетів, як, наприклад виступ ансамблю «Кралиця» разом з фанковим гуртом «Folky Funky» чи спільний номер ансамблю «Дніпро» та фолк-рокового гурту «The doox». Ну і, звичайно, майстри народної творчості, майстер-класи, спілкування і діалог різних поколінь – все це створює неповторну атмосферу, яку можна відчути лише на нашому фестивалі», - розповідає виконавчий директор фестивалю Любомир Матейко.

## 2019
Цього року на участь надійшло близько 120 заявок з різних регіонів України, із яких до фіналу було відібрано 28. Учасники фестивалю презентували всю Україну: від Донбасу до Карпат, від Полісся до Слобожанщини. «З кожним роком географія учасників лише розширюється. У нашому фестивалі бере участь, можна сказати, чотири покоління: від наймолодших виконавців до музикантів та майстрів досить поважного віку. Ми сподіваємось, що ці виконавці ще здивують багатьох професійністю, віртуозністю і сміливими творчими експериментами, а наш фестиваль відкриє для них нові перспективи» - зазначає автор проекту,  народна артистка України Олена Кулик.
Як і в попередні роки, III Київ-етно-мюзік-фест «Віртуози фолку» перетворився на своєрідний марафон української пісні в усіх її проявах. З 10-ї ранку в «Українському домі» працювали дві сцени: в центральному залі в режимі нон-стоп відбуваються виступи як учасників, так і почесних гостей фестивалю, а в концертному залі у цей час триває прослуховування «на живо» учасників конкурсної програми. Цікавим є жанрове розмаїття фестивалю – від автентичних виконавців, сольного співу, сольного інструментального виконання, академічного ансамблевого музикування, гуртового співу, троїстої музики до етно-джазу, фанк-фолку, фолк-року та інших експериментів.
Протягом дня у Центральній Залі  Українського дому кілька десятків народних майстрів та майстрів з виготовлення музичних інструментів демонструють свої роботи, проводять майстер-класи, навчають грі на тих чи інших інструментах.
У Гала-концерті, крім переможців та учасників фестивалю, також візьмуть участь відомі артисти:  Ілларія, Ніна Матвієнко, Олена Кулик та ансамбль «ДНІПРО», гурти The Doox, супер проект від Олеся Журавчака & Нікіти Рубченка & Ars Nova,  GG ГуляйГород, Кралиця & Folky Funky, Георгій Матвіїв та ансамблева група НАОНІ, Кирило Стеценко, Іван Ткаленко, відкриття минулого року гурт Zgarda, і багато-багато інших…
Ведучі фестивалю – Анна Заклецька та Юрій Доник.
«Ми прагнемо показати багатство української народної музики і пісні, показати, що вона прекрасна і захоплююча як в автентичному виконанні, так і в академічному, модерному, етно-джазовому чи фолк-роковому звучанні. Коли це музичне різноманіття поєднується на одній сцені і на одному концерті, ми справді можемо відчувати силу і велич зв’язку поколінь через музику і творчість», — зазначив артдиректор фестивалю Олесь Журавчак.
В 2019 фестиваль проходить за сприяння Міністерства культури, молоді та спорту України, Національної всеукраїнської музичної спілки, Національної спілки кобзарів України, Міжнародного еко-культурного фестивалю «Трипільське коло», Товариства зв'язків з українцями за межами України «Україна-Світ».
Інформаційні партнери фестивалю: Еспресо TV, телеканали «РАДА», «Київ», «Наш», «Етно», 8 канал, радіо Країна FM, Главком, Gazeta.ua, Слово Просвіти, Україна молода, мистецький портал «Жінка–УКРАЇНКА».